# Pierre-Narcisse Guérin
Pierre-Narcisse Guérin (Paris, 13 de maio de 1774 - Roma, 6 de julho de 1833) foi um pintor neoclássico francês, membro da Academia e barão. Depois de uma carreira brilhante, foi diretor da Villa Medici em Roma, sede da Academia Francesa em Roma.

## Biografia
Admitido aos treze anos na escola da Academia Real de Pintura e Escultura, aprendeu com Taraval, Nicolas Guy Brenet e Jean-Baptiste Regnault. Com vinte e três anos, ganha o Prêmio de Roma. Sua primeira obra memorável foi o quadro O Retorno de Marcus Sextus, de  1799. Pouco depois apresenta seu Orfeu na tumba de Eurídice e Oferenda a Esculápio.
Passou muito tempo na Itália e ao retornar a Paris apresentou, no Salão de 1810, três obras:
l'Aurore enlevant Céphale, Andromaque et Pyrrhus e   Bonaparte perdoando os revoltosos do Cairo, tela que lhe rendeu críticas. Neste mesmo ano Guérin abriu em Paris um atelier frequentado por Théodore Géricault, os irmãos Ary e Léon Scheffer, Léon Cogniet, Victor Orsel, Paul Huet e ainda Eugène Delacroix.
Professor da Escola de Belas Artes, membro da Academia, aceita em 1822 a direção da Academia da França em Roma, localizada na prestigiosa Villa Medici em Roma, até 1828.